# Euptelea
Euptelea — рід двох видів квіткових рослин родини Eupteleaceae. Рід зустрічається від Ассаму на схід через Китай до Японії та складається з кущів або невеликих дерев:
- Euptelea pleiosperma
- Euptelea polyandra

Раніше рід належав до родини Trochodendraceae, але родина Eupteleaceae була визнана багатьма систематиками. Система APG IV (2016; без змін у порівнянні з системою APG III 2009, системою APG II 2003 та системою APG 1998) розпізнає його та поміщає до порядку Ranunculales. Родина складається з одного роду Euptelea з двома видами, що походять зі Східної Азії.
Квітки позбавлені чашолистків і пелюсток. Пиляки прикріплені до основи, листки розташовані мутовками.
Ареал викопних решток роду сягає до епохи палеоцену, протягом більшої частини кайнозою він був широко поширений у Північній півкулі.